# Pachysaga strobila
Pachysaga strobila là một loài côn trùng thuộc họ Tettigoniidae. Đây là loài đặc hữu của Úc.